# 刚毛药花属
刚毛药花属（学名：Barthea）是野牡丹科下的一个属，为灌木植物。该属共有刚毛药花（Barthea barthei）一种及一变种，分布于中国东南部和南部。